# Raquel del Rosario

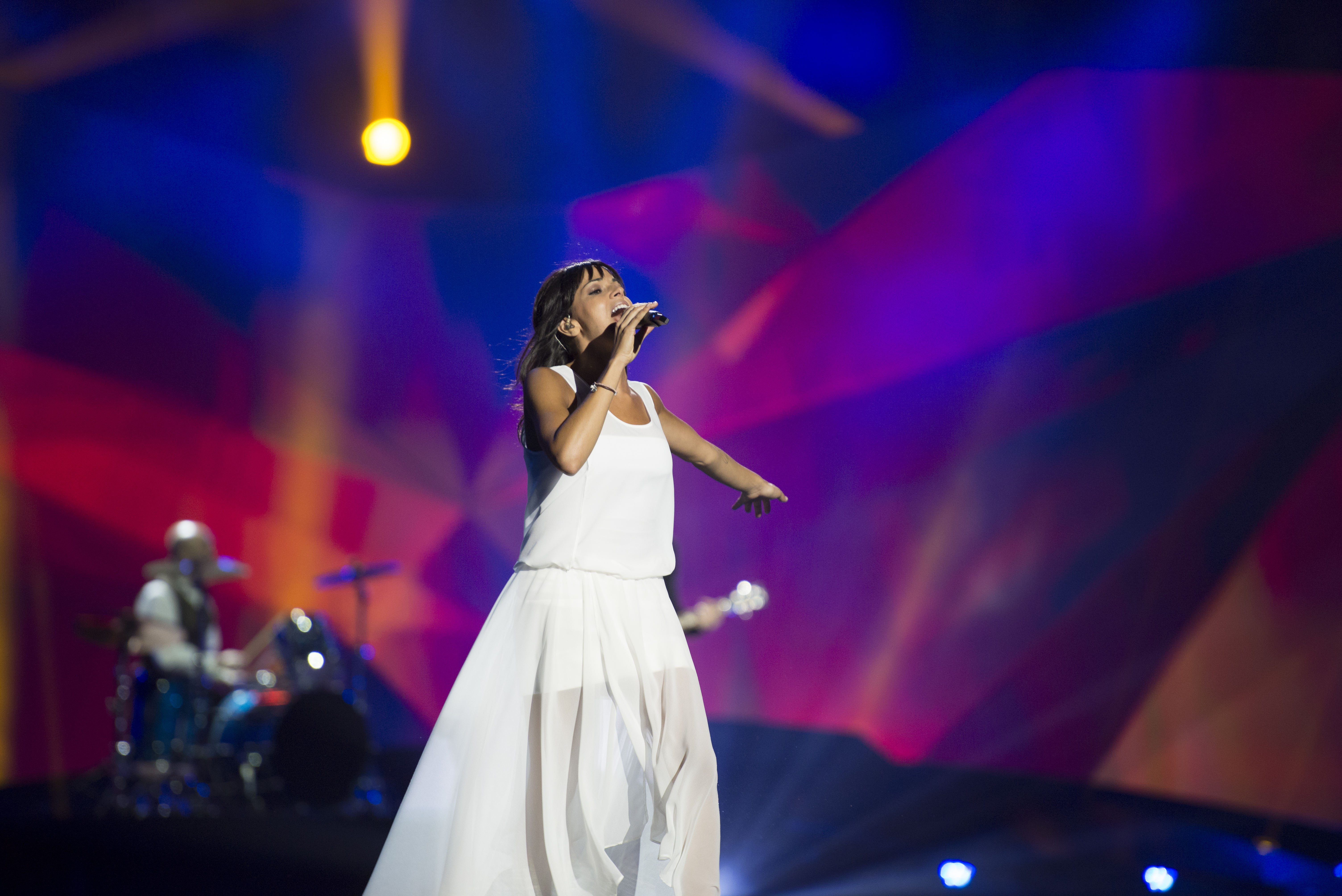
Raquel del Rosario en 2013 durante un ensayo en Eurovisión.

Raquel del Rosario Macías (Teror, 3 de noviembre de 1982) es una cantante española, conocida por ser la vocalista del grupo español de pop El sueño de Morfeo entre 2002 y 2013, y representar con el mismo grupo a España en el Festival de la Canción de Eurovisión de 2013. Ha sido nombrada Hija Predilecta de la Villa Mariana de Teror.

## Biografía
Raquel es la segunda hija de seis hermanos. A los 14 años de edad empezó a escribir sus propias canciones. A los 17 años de edad conoció a David Feito, otro de los miembros de El sueño de Morfeo, en el Colegio Internacional Meres, y que en aquellos momentos tocaba en un grupo de música celta en Asturias. En 2000, Raquel abandonó su Gran Canaria natal y marchó para Asturias con David, uniéndose a su grupo, Xemá. Poco tiempo después, Raquel y David conocieron a Juan Luis Suárez, junto a quien crearon El sueño de Morfeo.
Como parte de la campaña de marketing del primer disco del grupo, Raquel participó como actriz en tres capítulos de la serie española Los Serrano. Su primer sencillo fue Nunca volverá. Fuera de su grupo realizó un dueto en 2006 con Diego Martín en el sencillo Déjame verte, así como otro dueto, Amanecer con Álex Ubago, en el disco Cuarenta años con Nino, dedicado a Nino Bravo. También realizó un dueto con el cantante Nek con la canción Para ti sería. Posteriormente realizó de nuevo otro dueto con la canción Chocar, perteneciente al segundo álbum de estudio de El sueño De Morfeo titulado Nos vemos en el camino.
Raquel fue la voz de Barbie en la  película de la muñeca, Barbie y el castillo de diamantes, en la que también interpreta Conectas, el tema principal del filme.
Durante la promoción de su tercer álbum, Cosas que nos hacen sentir bien, realizaron una colaboración con el guitarrista del grupo mexicano Maná, Sergio Vallin, presentando su primer álbum en solitario con el sencillo Sólo tú. En febrero de 2011, acudieron al Festival de la Canción de San Remo, en Italia, con una balada titulada Fino in fondo junto con el cantautor italiano Luca Barbarossa, autor de las letras y de la música; en esta ocasión, por primera vez Raquel cantó en italiano.
En 2013 promocionaron por toda España el álbum, Buscamos sonrisas, habiendo empezado su gira en 2013 en Castellón, durante las Fiestas de la Magdalena, en marzo. El Sueño de Morfeo representó a España en el Festival de la Canción de Eurovisión 2013 que se celebró en Malmö (Suecia) el 18 de mayo de 2013 con la canción "Contigo hasta el final", obteniendo el 25º puesto entre 26 países participantes en la final.
Tras su participación en Eurovisión, la vocalista Raquel del Rosario decidió poner punto final a sus 13 años de carrera con El Sueño de Morfeo.
En 2014 abandonó España y se trasladó a vivir a Estados Unidos, donde vive relativamente alejada del mundo de la música. Actualmente es muy activa en redes sociales, particularmente en Instagram, donde muestra su bohemio estilo de vida.

## Vida personal
A finales del año 2005 la cantante comenzó una relación sentimental con Fernando Alonso, piloto español de Fórmula 1 en esos momentos de la escudería Mild Seven Renault F1 Team, a raíz de conocerse en una entrevista del programa El larguero de la Cadena SER, en el que la banda interpretó algunas canciones de su álbum debut. Al año siguiente contrajeron matrimonio de forma discreta, y procuraron mantenerse, desde entonces, alejados de la prensa. El 20 de diciembre de 2011 ambos anunciaron su separación, de mutuo acuerdo, mediante un comunicado en sus webs oficiales.
El 4 de noviembre de 2013 la cantante contrajo matrimonio en una ceremonia íntima con su nueva pareja, Pedro Castro.
Su primer hijo nació el 15 de julio de 2014 en su casa, con un parto en el agua, y recibió el nombre de Leo. Su segundo hijo, Mael, nació en 2016.